# Швед, Гиль
Гиль Швед (ивр. גיל שויד‎; родился в 1968 году в Иерусалиме) — израильский инженер-программист, изобретатель и предприниматель. Он является соучредителем и генеральным директором Check Point Software Technologies Ltd, одной из крупнейших израильских технологических компаний и одной из крупнейших в мире компаний по кибербезопасности.

## Биография
Швед родился в Иерусалиме в 1968 году. Он начал программировать в возрасте 13 лет, а два года спустя начал изучать компьютерные науки в Еврейском университете в Иерусалиме, когда ещё учился в средней школе.
Во время службы в армии он входил в подразделение разведывательного корпуса 8200. После окончания военной службы Швед присоединился к израильской стартап-компании Optrotech (в настоящее время Orbotech), где работал разработчиком программного обеспечения.
В 1993 году Швед основал Check Point вместе с Шломо Крамером, другом Шведа из военной части, и Мариусом Нахтом, с которым он работал в Optrotech.
В том же году Швед изобрел и запатентовал Stateful Packet Inspection, которая послужила основой для первой версии известного FireWall-1, выпущенного в 1994 году. Stateful Inspection до сих пор широко используется в сетевых брандмауэрах.
Швед является генеральным директором и директором Check Point. Ранее он занимал пост президента Check Point и председателя правления. По состоянию на 2018 год Швед является ведущим акционером Checkpoint, владеющим 19,1 % акций компании, с предполагаемой стоимостью 3,4 млрд долларов США. Вторым по величине акционером в Check Point является американская инвестиционная компания Massachusetts Financial Services Company с 7,7 % акций на сумму 1,3 миллиарда долларов на данный момент.
Швед и Check Point подчеркивают «пятое поколение» кибербезопасности, решая основные проблемы, стоящие за такими уязвимостями, как нарушения безопасности WannaCry и NotPetya в 2017 году. Он заявил, что корпоративные предприятия «отстают на два поколения» в своих взглядах на безопасность, и описывает отрасль как «точку перегиба».
В настоящее время он является членом Попечительского совета Тель-Авивского университета и председателем Попечительского Молодёжного совета Тель-Авивского университета. Он также является членом Совета директоров Ассоциации «Ехолот», основанной Фондом Раши, устав которого, среди прочего, заключается в снижении отсева учащихся из старших школ.

## Признание
В 2002 году Швед появился на обложке журнала «Forbes».
Он получил множество престижных наград за свои индивидуальные достижения и вклад отрасли, в том числе почетного доктора наук Техниона в июне 2005 года.
World Economic Forum’s Global Leader for Tomorrow также признал его одним из 100 лучших молодых лидеров мира благодаря его приверженности государственным делам и лидерству в областях, выходящих за рамки непосредственных профессиональных интересов. Кроме того, Швед получил награду Академии достижений «Золотая тарелка» за инновационный вклад в бизнес и технологии.
На имя Check Point Software Technologies Швед получил награду «Израильско-американская торговая палата» за компании, демонстрирующие предпринимательские способности и превосходство в области передовых технологий.
В 2010 году Ernst & Young признал Шведа Предпринимателем года в Израиле.
Globes назвал Шведа своим «Человеком года» в 2014 году. В сентябре 2017 года Швед занял 12-е место в списке TheMarker Magazine.
В 2018 году Швед стал обладателем первой в истории премии Израиля в области технологий.